# 오연재
오연재(1991년 11월 5일 ~ )는 대한민국의 여성 배우이다. 키는 166cm, 몸무게는 46kg이다.

## 작품활동

### 영화
- 《흥부: 글로 세상을 바꾼 자》 (2018년) - 서당 평민엄마 역
- 《순수의 시대》 (2015년) - 저잣거리 처녀(겁간 처녀) 역
- 《우리들의 헤어진 여자친구》 (2013년) - 혜리 역
- 《바캉스》 (2013년) - 은빛 역